# Okres Elbasan
Okres Elbasan (albánsky Rrethi i Elbasanit) je okres v Albánii. Počet obyvatel je 224 000 (2004), rozloha 1290 km². Nachází se v srdci země. Hlavní město okresu Elbasan je Elbasan. Další města v tomto okresu jsou Cërrik a Kërrabë.